# L'espion commet une erreur
Série Tétralogie de l'espion
Le Destin de l'espion (ru)
(1970)
Pour plus de détails, voir Fiche technique et Distribution.
L'espion commet une erreur, également connu sous les titres L'Erreur de l'espion ou L'Erreur du résident (russe : Ошибка резидента, Ochibka rezidenta) est un film d'espionnage soviétique réalisé par Veniamine Dorman et sorti en 1968.
Il s'agit du premier film de la tétralogie d'espionnage sur l'agent double Mikhaïl Touliev, suivi par Le Destin de l'espion (ru), Le Retour de l'espion (ru) et La Fin de l'opération Espion (ru),,.

## Synopsis
Un roman policier psychologique sur le destin de l'agent de renseignement professionnel Mikhaïl Touliev, fils d'un émigré russe de la noblesse. L'action se déroule dans la première moitié des années 1960. Touliev arrive en Union soviétique sous couverture, c'est-à-dire sous le couvert d'une fausse identité déjà créée lors de la collaboration avec les services secrets allemands pendant la Seconde Guerre mondiale. Il a pour mission de rappeler d'anciens agents et d'en recruter de nouveaux.
Le contre-espionnage de l'URSS (le KGB) retrouve la trace de Touliev, qui travaille sous le nom de code « Nadejda » (litt. « Espoir »), grâce à une mystérieuse lettre anonyme provenant de l'étranger. Sans que Touliev ne s'en aperçoive, l'agent Pavel Sinitsine, qui se fait passer pour un petit criminel malin, Bekas (litt. « Bécasse » en russe), est mis sur sa piste. Touliev s'installe sous le nom de Mikhaïl Sarokov chez l'espion allemand Dembovitch, installé depuis la guerre, et cherche un emploi de chauffeur de taxi. Il fait la connaissance de Maria, la chef du service de sécurité, et une relation se développe entre eux deux.
Après que Touliev a rencontré Bekas par hasard en ville (ils s'étaient déjà rencontrés lors d'un voyage en train et Touliev sait que Bekas est un voleur recherché par la police), il ordonne à Dembovitch de le recruter. Lui-même évite tout contact avec Bekas. Celui-ci commence à exécuter les instructions de Touliev, qu'il reçoit par l'intermédiaire de Dembovitch.
Un policier du commissariat local arrive chez Sarokov avec ce qu'il croit être une bonne nouvelle : on aurait retrouvé à Leningrad sa jeune sœur, avec laquelle il avait perdu contact pendant la guerre. En réalité, il s'agit bien sûr de la sœur du véritable Sarokov, qui a été éliminé par les services secrets allemands et dont Touliev a pris l'identité. Pour Touliev, il n'y a qu'une seule façon d'éviter un fiasco : la sœur doit disparaître. Dembovitch envoie un tueur à gages à sa recherche, mais celui-ci est immédiatement arrêté à Leningrad. Le contre-espionnage sauve toutefois les apparences et veille à ce que Sarokov soit officiellement informé de la mort de sa sœur.
L'opération de renseignement qui suit, organisée par Touliev, se déroule sous le contrôle total du KGB. L'objectif est de faire passer en contrebande à l'Ouest des échantillons de sol et d'eau prélevés à proximité d'un site présumé de production d'armes nucléaires. Toutes les informations reçues par l'Occident ont été concoctées par le contre-espionnage soviétique. Lors du transport du matériel à travers la frontière maritime de l'URSS, un échange de coups de feu a lieu avec les garde-côtes et Bekas est contraint de partir avec eux vers l'Ouest pour ne pas tomber entre les mains du prétendu ennemi.
Dembovitch, qui souffre de dépression depuis un certain temps, est pris de remords et avoue dans une lettre au KGB ses activités d'espionnage et l'informe également des activités de Touliev. Il se suicide ensuite. Touliev est alors contraint de s'enfuir. Il parvient à échapper à la surveillance et à effacer ses traces. Entre-temps, Maria attend un enfant de Touliev, qui lui a fait parvenir une somme importante avant de s'enfuir.
Au siège des services secrets occidentaux, Bekas est soumis à des tests et des interrogatoires musclés, mais il s'en sort de manière satisfaisante. Convaincus d'avoir affaire à un voleur récidiviste en fuite, les commanditaires de Touliev — dont le nom et la langue maternelle indiquent clairement qu'il s'agit des services secrets allemands — décident d'envoyer Bekas à l'école des agents et de le faire rentrer en URSS au bout d'un an. Il est placé sous les ordres d'un certain Stanislas Kournakov. Entre-temps, Kournakov — c'est-à-dire Touliev — a changé d'identité, de lieu de résidence, de profession et d'apparence. En plus de nouvelles instructions et de nouveaux équipements, Bekas annonce à Touliev la mort de son père. Touliev est bouleversé et Bekas et lui se rapprochent humainement au cours d'une discussion ouverte.
Bekas parvient finalement à trouver la cachette dans laquelle Touliev conserve ses tables de chiffrement pour les communications codées avec la centrale des services secrets occidentaux. Son supérieur, le général Sergueïev, décide d'arrêter immédiatement Touliev. L'arrestation se fait rapidement et en toute discrétion, dans un lieu désert, afin que l'Occident n'en sache rien. Bekas reçoit la mission de rester en contact avec les commanditaires occidentaux en tant que chef d'agence, et prend donc désormais la place de Touliev.

## Fiche technique
- Titre français : L'espion commet une erreur[2] ou L'Erreur de l'espion[3] ou L'Erreur du résident[5]
- Titre original : Ошибка резидента, Ochibka rezidenta[6]
- Réalisation : Veniamine Dorman
- Scénario : Oleg Chmelev (ru), Vladimir Vostokov (ru)
- Photographie : Mikhaïl Goïkhberg
- Montage : Berta Pogrebinskaïa
- Musique : Mikhaïl Nojkine
- Décors : Lioudmila Bezsmertnova
- Sociétés de production : Studio Gorki
- Pays de production :  Union soviétique
- Langue originale : russe
- Format : Noir et blanc
- Genres : film d'espionnage
- Durée : 142 minutes
- Date de sortie :
  - Union soviétique : 7 octobre 1968

## Distribution
- Gueorgui Jjionov : Mikhaïl Touliev
- Oleg Jakov : Dan Dembovitch
- Elia Chachkova (ru) : Maria Nikolaïevna
- Vladimir Goussev : Alekseï Koustov
- Efim Kopelian : Andreï Sergueïev
- Irina Mirochnitchenko : Lieutenant Rita
- Vadim Zakhartchenko (ru) : Leonid Kroug, dit « Lazarev »
- Nikolaï Grabbe : Viktor Kroug
- Mikhaïl Nojkine (ru) : Pavel Sinitsyne
- Nikolaï Prokopovitch (ru) : Vladimir Markov